# 건과

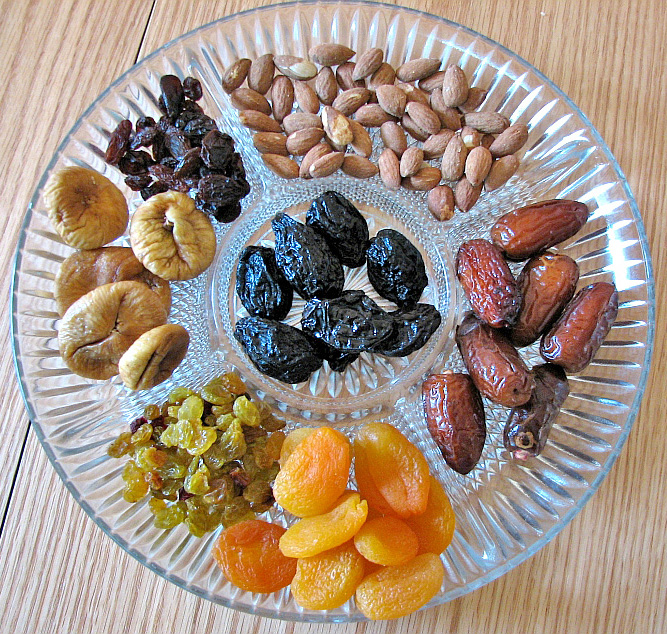
건과.

건과(乾果)은 과실을 건조시켜 보존성을 갖게 한 식품이다. 보존성을 높이기 위해 설탕 절임 등으로 가공하기도 한다. 주로 수출용으로 생산된다.

## 같이 보기
- 견과